# Arbeidsmarkedsetaten
Arbeidsmarkedsetaten (Aetat) var en norsk myndighet bildad 1960 vars uppgift var att sköta samordningen av information om arbetslöshets- och sjukförsäkringar gentemot arbetsmarknadsmyndigheter i övriga Europa, särskilt det som senare skulle bli EES-länderna. Aetat hade ett antal lokalkontor i Norge, och motsvarade den svenska Arbetsförmedlingen.
Myndigheten lades ned i maj 2005. Dess ansvarsområden övertogs 1 juli 2006 istället av NAV, som är en samlokalisering av arbetsförmedlingen, försäkringskassan och kommunernas socialtjänst.